# Talbotia naganum
Talbotia naganum is een vlindersoort uit de familie van de Pieridae (witjes), onderfamilie Pierinae.
Talbotia naganum werd in 1884 beschreven door Moore.